# Yuji Kishioku
Yuji Kishioku (Prefectura de Hokkaido, 2 d'abril de 1954) és un futbolista japonès que disputà deu partits amb la selecció japonesa.